# Incontro con il male
Incontro con il male (Meeting Evil) è un film del 2012, prodotto da Chris Fisher.

## Trama
John ha perso il suo lavoro e sulla sua strada capita Richie, che lo porterà ad avere diverse vicissitudini, tra le quali diversi omicidi.